# Salvia divinorum
Salvia divinorum je naziv psihoaktivne biljke koja može izazvati disocijativne efekte. Njeno prirodno stanište su šume u izolovanim područjima Sijera Mazateka države Oahaka u Meksiku. Biljka može da poraste do metra u visinu. Koristili su je šamani Masateka da bi izazvali izmenjeno stanje svesti tokom svojih seansi.
Salvia Divinorum je 18. marta 2015. u Službenom glasniku Republike Srbije 99/10 dodata na listu kontrolisanih psihoaktivnih supstanci, koje mogu prouzrokovati teško oštećenje zdravlja ljudi.